# Edward Arsen
Edward Arsen (Antwerpen, 12 mei 1843 - Mortsel, 2 maart 1900) was een Belgisch politicus.

## Levensloop
Hij werd politiek actief als gemeenteraadslid te Mortsel in 1895, niet veel later werd hij aangesteld als schepen. Na de dood van burgemeester Pieter Reypens werd hij aangesteld als waarnemend burgemeester. Op 2 januari 1900 werd hij bij Koninklijk Besluit aangesteld als burgemeester. 2 maand later, op 2 maart, overleed hij echter aan een longontsteking.
Na zijn dood werd toenmalig schepen Frans Schoesetters aangesteld als waarnemend burgemeester. Hjj zou deze bevoegdheid uitoefenen tot 27 februari 1904. Die dag werd Servais Huybrechts aangesteld als nieuwe burgemeester van Mortsel.
Er is in Mortsel een straat naar hem vernoemd, met name de Eduard Arsenstraat.